# Neuroxena obscurascens
Neuroxena obscurascens är en fjärilsart som beskrevs av Embrik Strand 1909. Neuroxena obscurascens ingår i släktet Neuroxena och familjen björnspinnare. Inga underarter finns listade i Catalogue of Life.